# Pelkosenniemi
Pelkosenniemi è un comune finlandese di 947 abitanti, situato nella regione della Lapponia.